# Chelicerca spinosa
Chelicerca spinosa is een insectensoort uit de familie Anisembiidae, die tot de orde webspinners (Embioptera) behoort. De soort komt voor in Mexico (Chiapas).
Chelicerca spinosa is voor het eerst wetenschappelijk beschreven door Ross in 1984.